# Pandai
Pandai és un riu del Nepal i Bihar que neix a les muntanyes Sumeswar; passa pel territori que fou l'antic zamindari de Ramnagar entre les muntanyes Sumeswar i Churia Ghatia, a la posició nepalesa de Thori. 10 km més avall ja és un riu considerable amb una profunditat fins a quasi tres metres. Corre en direcció oest però després gira al sud-est i s'uneix al Dhoram a 3 km a l'est de Singarpur.